# 茨城都民
茨城都民（いばらきとみん）とは、茨城県に居住し、東京都区部に通勤・通学する者のことを指す俗語。新聞の茨城面などでは一般的に見られる用語である。

## 概要

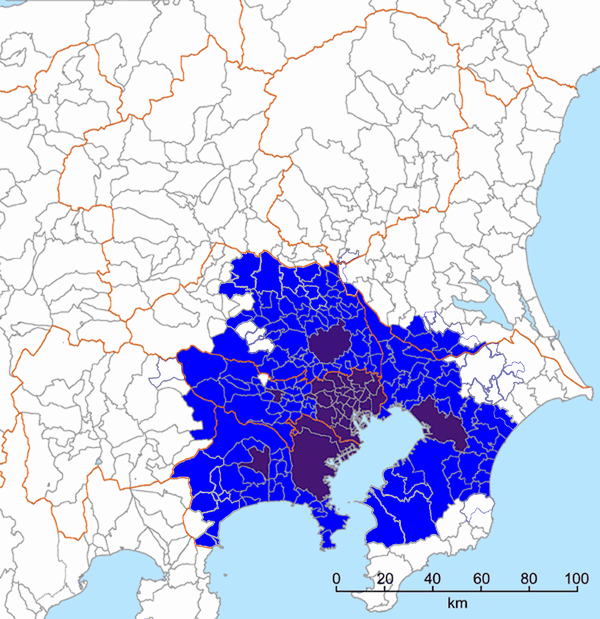
都市雇用圏における東京都市圏。ただし、この図には2次郊外に含まれる市町村もあることに留意。

主に首都圏新都市鉄道つくばエクスプレスや東日本旅客鉄道（JR東日本）常磐線・関東鉄道常総線沿線に居住しており、広義では守谷市・取手市・龍ケ崎市・牛久市・つくばみらい市・常総市・利根町等に住んでいる都区部通勤者を指して使われる。また、都心回帰と通勤圏縮小、鉄道利便性の関係で、東京都心から40km圏の守谷市と取手市、守谷市と一体化した市街地（絹の台）を持つつくばみらい市を指して使われることもある。つくば市も一定数の都区部通勤者がいるが、ベッドタウンとは一線を画した筑波研究学園都市という独立した都市であることから、あまり茨城都民という言葉は使われない。また、県西地区の古河市からも東京都区部に通勤する者が龍ケ崎・牛久と同程度いるが、埼玉と栃木に挟まれた立地から広義にも「茨城都民」という言葉は使われない傾向が強い。

## 背景
常磐線及びそれに接続する関東鉄道常総線の沿線である茨城県南地区及び県西地区の一部が東京のベッドタウンとして開発され、茨城県から東京都区部に通勤する者が増えたことに端を発する。

### 関連年表
- 1946年（昭和21年）
  - 1月：取手町（現取手市）の有志が、常磐線松戸 - 取手間の電化を求める期成同盟会を結成。1947年（昭和22年）7月には常磐線沿線の他の市町村の利用者と共に常磐線通勤通学者連盟を結成し、運輸省・GHQに対し、輸送改善のため常磐線電化に関する陳情活動を開始[2]。
- 1949年（昭和24年）
  - 6月1日：常磐線松戸 - 取手間直流電化。上野 - 松戸間の国電を取手まで延長。
- 1950年代以降、日本住宅公団が、茨城県南部に隣接する千葉県北西部の常磐線沿線地域（東葛地域）において、住宅団地建設に着手。取手町（現取手市）においても1960年代に住宅団地が建設されるとともに、民間業者による宅地開発が急速に進行[3]。
  - 松戸市：常盤平団地（1960年4月入居開始）、小金原団地（1969年入居開始）
  - 柏市：光ヶ丘団地（1957年入居開始）、豊四季台団地（1964年入居開始）
  - 我孫子市（1970年市制施行）：湖北台団地（1970年4月入居開始）
- 1961年（昭和36年）
  - 6月1日：常磐線取手 - 勝田間交流電化。中距離電車運転開始。
- 1969年（昭和44年）
  - 6月：日本住宅公団（現都市再生機構）取手井野団地入居開始[4]。
- 1970年（昭和45年）
  - 10月1日：北相馬郡取手町、市制施行。
- 1971年（昭和46年）
  - 4月20日：常磐線綾瀬 - 我孫子間複々線化。常磐緩行線が、営団地下鉄（現東京メトロ）千代田線との相互直通運転を開始。上野 - 取手間の常磐快速線に快速電車を新設（通勤五方面作戦）。
- 1975年（昭和50年）
  - 4月：日本住宅公団（現都市再生機構）戸頭団地（取手市）入居開始[5]。
- 1977年（昭和52年）
  - 4月7日：関東鉄道常総線取手 - 寺原間複線化。
- 1980年（昭和55年）
  - 4月17日：新大利根橋有料道路（取手市 - 千葉県柏市）開通。
- 1981年（昭和56年）
  - 竜ヶ崎ニュータウン入居開始。
- 1982年（昭和57年）
  - 4月1日：常総ニュータウン守谷入居開始。
  - 11月15日：常磐線我孫子 - 取手間複々線化。緩行線電車が朝夕の通勤時間帯に限り取手まで乗り入れ開始。
  - 12月8日：関東鉄道常総線寺原 - 南守谷間複線化。
- 1983年（昭和58年）
  - 1月1日：稲敷郡茎崎村、町制施行（2002年11月1日、つくば市へ編入合併）。
  - 5月31日：関東鉄道常総線南守谷 - 新守谷間複線化。
- 1984年（昭和59年）
  - 11月15日：関東鉄道常総線新守谷 - 水海道間が複線化され、同線取手 - 水海道間の複線化が完成。
- 1985年（昭和60年）
  - 4月1日：筑波郡伊奈村、町制施行（2006年3月27日、谷和原村と合併・市制施行し、現つくばみらい市）。
  - 8月26日：関東鉄道（水海道営業所）及び東武バス（のちに阪東自動車へ移管）、新大利根橋経由で守谷町方面と常磐緩行線北柏駅を結ぶ路線バスの運行開始（2009年12月31日廃止）。
- 1986年（昭和61年）
  - 6月1日：稲敷郡牛久町、市制施行。
- 2002年（平成14年）
  - 2月2日：北相馬郡守谷町、市制施行。
- 2005年（平成17年）
  - 8月24日：首都圏新都市鉄道つくばエクスプレス秋葉原 - つくば間開業。

## 地域の特徴
茨城都民が多く居住する地域では、県庁所在地である水戸市に行くよりも東京都区部の方が近い。また、東京方面への方が交通至便であることからも水戸方面への関心が薄い傾向がある。2005年（平成17年）の首都圏新都市鉄道つくばエクスプレスの開通により、沿線では住宅や高層マンションの建設が進んでおり、これまで茨城県南部と都心方面とを連絡する唯一の鉄道路線であった常磐線沿線に代わって、開発の余地が大きいつくばエクスプレス、関東鉄道常総線沿線で「茨城都民」が増える傾向にある。

## ニュータウン・学園都市
- 常総ニュータウン
- 竜ヶ崎ニュータウン
- 筑波研究学園都市

## 統計
| 市町村 | 割合  | 市町村         | 割合  |
| ------ | ----- | -------------- | ----- |
| 守谷市 | 23.3% | 取手市         | 21.2% |
| 利根町 | 14.4% | つくばみらい市 | 13.8% |
| 牛久市 | 13.3% | 龍ケ崎市       | 12.5% |
| 五霞町 | 8.0%  | つくば市       | 7.0%  |
| 古河市 | 6.6%  | 土浦市         | 5.8%  |
| 阿見町 | 5.8%  |                |       |